# 8889 Mockturtle
8889 Mockturtle (1994 OC) là một tiểu hành tinh vành đai chính được phát hiện ngày 31 tháng 7 năm 1994 bởi Y. Shimizu và T. Urata ở Đài thiên văn Nachi-Katsuura.